# Бартоловіча тема
Те́ма Бартоловіча — тема в шаховій композиції. Суть теми — в хибних слідах і рішенні почергово змінюються один із матів при збереженні інших тематичних варіантів.

## Історія
Цю ідею запропонував у другій половині ХХ століття шаховий композитор з Хорватії Хрвойє (Войко) Бартоловіч (15.06.1932 — 03.11.2005).
Для реалізації ідеї повинно бути, як мінімум, три фази. Першою фазою може бути ілюзорна гра або хибний слід, в якому проходять, що найменше, два тематичних варіанти з матом у кожному. В другій фазі (хибному сліді) змінюється лише один мат, другий варіант з тематичним матом з першої фази  — повторюється. В третій фазі змінюється другий тематичний мат, який не змінювався впродовж попередніх двох фаз, а повторюється варіант з першим матом першої фази.
Ідея дістала назву — тема Бартоловіча.
Вираження теми проходить за таким алгоритмом:
1. ... a  2. A #
1. ... b  2. B #
1. ?
1. ... a  2. C #
1. ... b  2. B #, 1. ... x!
1. !
1. ... a  2. A #
1. ... b  2. D #
|   | a | b | c | d | e | f | g | h |   |
| 8 | g8 білий ферзь · b7 білий король · e7 білий кінь · b6 чорний слон · f6 чорний кінь · h6 чорний пішак · e5 чорний пішак · d4 білий слон · e4 чорний король · f3 біла тура · b1 чорний слон · d1 білий слон · h1 чорний кінь | g8 білий ферзь · b7 білий король · e7 білий кінь · b6 чорний слон · f6 чорний кінь · h6 чорний пішак · e5 чорний пішак · d4 білий слон · e4 чорний король · f3 біла тура · b1 чорний слон · d1 білий слон · h1 чорний кінь | g8 білий ферзь · b7 білий король · e7 білий кінь · b6 чорний слон · f6 чорний кінь · h6 чорний пішак · e5 чорний пішак · d4 білий слон · e4 чорний король · f3 біла тура · b1 чорний слон · d1 білий слон · h1 чорний кінь | g8 білий ферзь · b7 білий король · e7 білий кінь · b6 чорний слон · f6 чорний кінь · h6 чорний пішак · e5 чорний пішак · d4 білий слон · e4 чорний король · f3 біла тура · b1 чорний слон · d1 білий слон · h1 чорний кінь | g8 білий ферзь · b7 білий король · e7 білий кінь · b6 чорний слон · f6 чорний кінь · h6 чорний пішак · e5 чорний пішак · d4 білий слон · e4 чорний король · f3 біла тура · b1 чорний слон · d1 білий слон · h1 чорний кінь | g8 білий ферзь · b7 білий король · e7 білий кінь · b6 чорний слон · f6 чорний кінь · h6 чорний пішак · e5 чорний пішак · d4 білий слон · e4 чорний король · f3 біла тура · b1 чорний слон · d1 білий слон · h1 чорний кінь | g8 білий ферзь · b7 білий король · e7 білий кінь · b6 чорний слон · f6 чорний кінь · h6 чорний пішак · e5 чорний пішак · d4 білий слон · e4 чорний король · f3 біла тура · b1 чорний слон · d1 білий слон · h1 чорний кінь | g8 білий ферзь · b7 білий король · e7 білий кінь · b6 чорний слон · f6 чорний кінь · h6 чорний пішак · e5 чорний пішак · d4 білий слон · e4 чорний король · f3 біла тура · b1 чорний слон · d1 білий слон · h1 чорний кінь | 8 |
| 7 | g8 білий ферзь · b7 білий король · e7 білий кінь · b6 чорний слон · f6 чорний кінь · h6 чорний пішак · e5 чорний пішак · d4 білий слон · e4 чорний король · f3 біла тура · b1 чорний слон · d1 білий слон · h1 чорний кінь | g8 білий ферзь · b7 білий король · e7 білий кінь · b6 чорний слон · f6 чорний кінь · h6 чорний пішак · e5 чорний пішак · d4 білий слон · e4 чорний король · f3 біла тура · b1 чорний слон · d1 білий слон · h1 чорний кінь | g8 білий ферзь · b7 білий король · e7 білий кінь · b6 чорний слон · f6 чорний кінь · h6 чорний пішак · e5 чорний пішак · d4 білий слон · e4 чорний король · f3 біла тура · b1 чорний слон · d1 білий слон · h1 чорний кінь | g8 білий ферзь · b7 білий король · e7 білий кінь · b6 чорний слон · f6 чорний кінь · h6 чорний пішак · e5 чорний пішак · d4 білий слон · e4 чорний король · f3 біла тура · b1 чорний слон · d1 білий слон · h1 чорний кінь | g8 білий ферзь · b7 білий король · e7 білий кінь · b6 чорний слон · f6 чорний кінь · h6 чорний пішак · e5 чорний пішак · d4 білий слон · e4 чорний король · f3 біла тура · b1 чорний слон · d1 білий слон · h1 чорний кінь | g8 білий ферзь · b7 білий король · e7 білий кінь · b6 чорний слон · f6 чорний кінь · h6 чорний пішак · e5 чорний пішак · d4 білий слон · e4 чорний король · f3 біла тура · b1 чорний слон · d1 білий слон · h1 чорний кінь | g8 білий ферзь · b7 білий король · e7 білий кінь · b6 чорний слон · f6 чорний кінь · h6 чорний пішак · e5 чорний пішак · d4 білий слон · e4 чорний король · f3 біла тура · b1 чорний слон · d1 білий слон · h1 чорний кінь | g8 білий ферзь · b7 білий король · e7 білий кінь · b6 чорний слон · f6 чорний кінь · h6 чорний пішак · e5 чорний пішак · d4 білий слон · e4 чорний король · f3 біла тура · b1 чорний слон · d1 білий слон · h1 чорний кінь | 7 |
| 6 | g8 білий ферзь · b7 білий король · e7 білий кінь · b6 чорний слон · f6 чорний кінь · h6 чорний пішак · e5 чорний пішак · d4 білий слон · e4 чорний король · f3 біла тура · b1 чорний слон · d1 білий слон · h1 чорний кінь | g8 білий ферзь · b7 білий король · e7 білий кінь · b6 чорний слон · f6 чорний кінь · h6 чорний пішак · e5 чорний пішак · d4 білий слон · e4 чорний король · f3 біла тура · b1 чорний слон · d1 білий слон · h1 чорний кінь | g8 білий ферзь · b7 білий король · e7 білий кінь · b6 чорний слон · f6 чорний кінь · h6 чорний пішак · e5 чорний пішак · d4 білий слон · e4 чорний король · f3 біла тура · b1 чорний слон · d1 білий слон · h1 чорний кінь | g8 білий ферзь · b7 білий король · e7 білий кінь · b6 чорний слон · f6 чорний кінь · h6 чорний пішак · e5 чорний пішак · d4 білий слон · e4 чорний король · f3 біла тура · b1 чорний слон · d1 білий слон · h1 чорний кінь | g8 білий ферзь · b7 білий король · e7 білий кінь · b6 чорний слон · f6 чорний кінь · h6 чорний пішак · e5 чорний пішак · d4 білий слон · e4 чорний король · f3 біла тура · b1 чорний слон · d1 білий слон · h1 чорний кінь | g8 білий ферзь · b7 білий король · e7 білий кінь · b6 чорний слон · f6 чорний кінь · h6 чорний пішак · e5 чорний пішак · d4 білий слон · e4 чорний король · f3 біла тура · b1 чорний слон · d1 білий слон · h1 чорний кінь | g8 білий ферзь · b7 білий король · e7 білий кінь · b6 чорний слон · f6 чорний кінь · h6 чорний пішак · e5 чорний пішак · d4 білий слон · e4 чорний король · f3 біла тура · b1 чорний слон · d1 білий слон · h1 чорний кінь | g8 білий ферзь · b7 білий король · e7 білий кінь · b6 чорний слон · f6 чорний кінь · h6 чорний пішак · e5 чорний пішак · d4 білий слон · e4 чорний король · f3 біла тура · b1 чорний слон · d1 білий слон · h1 чорний кінь | 6 |
| 5 | g8 білий ферзь · b7 білий король · e7 білий кінь · b6 чорний слон · f6 чорний кінь · h6 чорний пішак · e5 чорний пішак · d4 білий слон · e4 чорний король · f3 біла тура · b1 чорний слон · d1 білий слон · h1 чорний кінь | g8 білий ферзь · b7 білий король · e7 білий кінь · b6 чорний слон · f6 чорний кінь · h6 чорний пішак · e5 чорний пішак · d4 білий слон · e4 чорний король · f3 біла тура · b1 чорний слон · d1 білий слон · h1 чорний кінь | g8 білий ферзь · b7 білий король · e7 білий кінь · b6 чорний слон · f6 чорний кінь · h6 чорний пішак · e5 чорний пішак · d4 білий слон · e4 чорний король · f3 біла тура · b1 чорний слон · d1 білий слон · h1 чорний кінь | g8 білий ферзь · b7 білий король · e7 білий кінь · b6 чорний слон · f6 чорний кінь · h6 чорний пішак · e5 чорний пішак · d4 білий слон · e4 чорний король · f3 біла тура · b1 чорний слон · d1 білий слон · h1 чорний кінь | g8 білий ферзь · b7 білий король · e7 білий кінь · b6 чорний слон · f6 чорний кінь · h6 чорний пішак · e5 чорний пішак · d4 білий слон · e4 чорний король · f3 біла тура · b1 чорний слон · d1 білий слон · h1 чорний кінь | g8 білий ферзь · b7 білий король · e7 білий кінь · b6 чорний слон · f6 чорний кінь · h6 чорний пішак · e5 чорний пішак · d4 білий слон · e4 чорний король · f3 біла тура · b1 чорний слон · d1 білий слон · h1 чорний кінь | g8 білий ферзь · b7 білий король · e7 білий кінь · b6 чорний слон · f6 чорний кінь · h6 чорний пішак · e5 чорний пішак · d4 білий слон · e4 чорний король · f3 біла тура · b1 чорний слон · d1 білий слон · h1 чорний кінь | g8 білий ферзь · b7 білий король · e7 білий кінь · b6 чорний слон · f6 чорний кінь · h6 чорний пішак · e5 чорний пішак · d4 білий слон · e4 чорний король · f3 біла тура · b1 чорний слон · d1 білий слон · h1 чорний кінь | 5 |
| 4 | g8 білий ферзь · b7 білий король · e7 білий кінь · b6 чорний слон · f6 чорний кінь · h6 чорний пішак · e5 чорний пішак · d4 білий слон · e4 чорний король · f3 біла тура · b1 чорний слон · d1 білий слон · h1 чорний кінь | g8 білий ферзь · b7 білий король · e7 білий кінь · b6 чорний слон · f6 чорний кінь · h6 чорний пішак · e5 чорний пішак · d4 білий слон · e4 чорний король · f3 біла тура · b1 чорний слон · d1 білий слон · h1 чорний кінь | g8 білий ферзь · b7 білий король · e7 білий кінь · b6 чорний слон · f6 чорний кінь · h6 чорний пішак · e5 чорний пішак · d4 білий слон · e4 чорний король · f3 біла тура · b1 чорний слон · d1 білий слон · h1 чорний кінь | g8 білий ферзь · b7 білий король · e7 білий кінь · b6 чорний слон · f6 чорний кінь · h6 чорний пішак · e5 чорний пішак · d4 білий слон · e4 чорний король · f3 біла тура · b1 чорний слон · d1 білий слон · h1 чорний кінь | g8 білий ферзь · b7 білий король · e7 білий кінь · b6 чорний слон · f6 чорний кінь · h6 чорний пішак · e5 чорний пішак · d4 білий слон · e4 чорний король · f3 біла тура · b1 чорний слон · d1 білий слон · h1 чорний кінь | g8 білий ферзь · b7 білий король · e7 білий кінь · b6 чорний слон · f6 чорний кінь · h6 чорний пішак · e5 чорний пішак · d4 білий слон · e4 чорний король · f3 біла тура · b1 чорний слон · d1 білий слон · h1 чорний кінь | g8 білий ферзь · b7 білий король · e7 білий кінь · b6 чорний слон · f6 чорний кінь · h6 чорний пішак · e5 чорний пішак · d4 білий слон · e4 чорний король · f3 біла тура · b1 чорний слон · d1 білий слон · h1 чорний кінь | g8 білий ферзь · b7 білий король · e7 білий кінь · b6 чорний слон · f6 чорний кінь · h6 чорний пішак · e5 чорний пішак · d4 білий слон · e4 чорний король · f3 біла тура · b1 чорний слон · d1 білий слон · h1 чорний кінь | 4 |
| 3 | g8 білий ферзь · b7 білий король · e7 білий кінь · b6 чорний слон · f6 чорний кінь · h6 чорний пішак · e5 чорний пішак · d4 білий слон · e4 чорний король · f3 біла тура · b1 чорний слон · d1 білий слон · h1 чорний кінь | g8 білий ферзь · b7 білий король · e7 білий кінь · b6 чорний слон · f6 чорний кінь · h6 чорний пішак · e5 чорний пішак · d4 білий слон · e4 чорний король · f3 біла тура · b1 чорний слон · d1 білий слон · h1 чорний кінь | g8 білий ферзь · b7 білий король · e7 білий кінь · b6 чорний слон · f6 чорний кінь · h6 чорний пішак · e5 чорний пішак · d4 білий слон · e4 чорний король · f3 біла тура · b1 чорний слон · d1 білий слон · h1 чорний кінь | g8 білий ферзь · b7 білий король · e7 білий кінь · b6 чорний слон · f6 чорний кінь · h6 чорний пішак · e5 чорний пішак · d4 білий слон · e4 чорний король · f3 біла тура · b1 чорний слон · d1 білий слон · h1 чорний кінь | g8 білий ферзь · b7 білий король · e7 білий кінь · b6 чорний слон · f6 чорний кінь · h6 чорний пішак · e5 чорний пішак · d4 білий слон · e4 чорний король · f3 біла тура · b1 чорний слон · d1 білий слон · h1 чорний кінь | g8 білий ферзь · b7 білий король · e7 білий кінь · b6 чорний слон · f6 чорний кінь · h6 чорний пішак · e5 чорний пішак · d4 білий слон · e4 чорний король · f3 біла тура · b1 чорний слон · d1 білий слон · h1 чорний кінь | g8 білий ферзь · b7 білий король · e7 білий кінь · b6 чорний слон · f6 чорний кінь · h6 чорний пішак · e5 чорний пішак · d4 білий слон · e4 чорний король · f3 біла тура · b1 чорний слон · d1 білий слон · h1 чорний кінь | g8 білий ферзь · b7 білий король · e7 білий кінь · b6 чорний слон · f6 чорний кінь · h6 чорний пішак · e5 чорний пішак · d4 білий слон · e4 чорний король · f3 біла тура · b1 чорний слон · d1 білий слон · h1 чорний кінь | 3 |
| 2 | g8 білий ферзь · b7 білий король · e7 білий кінь · b6 чорний слон · f6 чорний кінь · h6 чорний пішак · e5 чорний пішак · d4 білий слон · e4 чорний король · f3 біла тура · b1 чорний слон · d1 білий слон · h1 чорний кінь | g8 білий ферзь · b7 білий король · e7 білий кінь · b6 чорний слон · f6 чорний кінь · h6 чорний пішак · e5 чорний пішак · d4 білий слон · e4 чорний король · f3 біла тура · b1 чорний слон · d1 білий слон · h1 чорний кінь | g8 білий ферзь · b7 білий король · e7 білий кінь · b6 чорний слон · f6 чорний кінь · h6 чорний пішак · e5 чорний пішак · d4 білий слон · e4 чорний король · f3 біла тура · b1 чорний слон · d1 білий слон · h1 чорний кінь | g8 білий ферзь · b7 білий король · e7 білий кінь · b6 чорний слон · f6 чорний кінь · h6 чорний пішак · e5 чорний пішак · d4 білий слон · e4 чорний король · f3 біла тура · b1 чорний слон · d1 білий слон · h1 чорний кінь | g8 білий ферзь · b7 білий король · e7 білий кінь · b6 чорний слон · f6 чорний кінь · h6 чорний пішак · e5 чорний пішак · d4 білий слон · e4 чорний король · f3 біла тура · b1 чорний слон · d1 білий слон · h1 чорний кінь | g8 білий ферзь · b7 білий король · e7 білий кінь · b6 чорний слон · f6 чорний кінь · h6 чорний пішак · e5 чорний пішак · d4 білий слон · e4 чорний король · f3 біла тура · b1 чорний слон · d1 білий слон · h1 чорний кінь | g8 білий ферзь · b7 білий король · e7 білий кінь · b6 чорний слон · f6 чорний кінь · h6 чорний пішак · e5 чорний пішак · d4 білий слон · e4 чорний король · f3 біла тура · b1 чорний слон · d1 білий слон · h1 чорний кінь | g8 білий ферзь · b7 білий король · e7 білий кінь · b6 чорний слон · f6 чорний кінь · h6 чорний пішак · e5 чорний пішак · d4 білий слон · e4 чорний король · f3 біла тура · b1 чорний слон · d1 білий слон · h1 чорний кінь | 2 |
| 1 | g8 білий ферзь · b7 білий король · e7 білий кінь · b6 чорний слон · f6 чорний кінь · h6 чорний пішак · e5 чорний пішак · d4 білий слон · e4 чорний король · f3 біла тура · b1 чорний слон · d1 білий слон · h1 чорний кінь | g8 білий ферзь · b7 білий король · e7 білий кінь · b6 чорний слон · f6 чорний кінь · h6 чорний пішак · e5 чорний пішак · d4 білий слон · e4 чорний король · f3 біла тура · b1 чорний слон · d1 білий слон · h1 чорний кінь | g8 білий ферзь · b7 білий король · e7 білий кінь · b6 чорний слон · f6 чорний кінь · h6 чорний пішак · e5 чорний пішак · d4 білий слон · e4 чорний король · f3 біла тура · b1 чорний слон · d1 білий слон · h1 чорний кінь | g8 білий ферзь · b7 білий король · e7 білий кінь · b6 чорний слон · f6 чорний кінь · h6 чорний пішак · e5 чорний пішак · d4 білий слон · e4 чорний король · f3 біла тура · b1 чорний слон · d1 білий слон · h1 чорний кінь | g8 білий ферзь · b7 білий король · e7 білий кінь · b6 чорний слон · f6 чорний кінь · h6 чорний пішак · e5 чорний пішак · d4 білий слон · e4 чорний король · f3 біла тура · b1 чорний слон · d1 білий слон · h1 чорний кінь | g8 білий ферзь · b7 білий король · e7 білий кінь · b6 чорний слон · f6 чорний кінь · h6 чорний пішак · e5 чорний пішак · d4 білий слон · e4 чорний король · f3 біла тура · b1 чорний слон · d1 білий слон · h1 чорний кінь | g8 білий ферзь · b7 білий король · e7 білий кінь · b6 чорний слон · f6 чорний кінь · h6 чорний пішак · e5 чорний пішак · d4 білий слон · e4 чорний король · f3 біла тура · b1 чорний слон · d1 білий слон · h1 чорний кінь | g8 білий ферзь · b7 білий король · e7 білий кінь · b6 чорний слон · f6 чорний кінь · h6 чорний пішак · e5 чорний пішак · d4 білий слон · e4 чорний король · f3 біла тура · b1 чорний слон · d1 білий слон · h1 чорний кінь | 1 |
|   | a | b | c | d | e | f | g | h |   |

FEN: 6Q1/1K2N3/1b3n1p/4p3/3Bk3/5R2/8/1b1B3n
1. ... ed4   2. Qe6#
1. ... Bxd4 2. Qg6#
1. Dg1? ~ 2. De3#
1. ... ed4   2. Qe1#
1. ... Bxd4 2. Qg6#, 1. ... Sf2 (Sd5)!
1. Qb3! ~ 2. Qe3#
1. ... ed4   2. Qe6#
1. ... Bxd4 2. Qb1#
- — - — - — -
1. ... Kd4 2. Qb4#,   1. ... Sg4 2. Qd5#
Відносно ілюзорної гри в хибній грі змінився мат на тематичний хід чорного слона «b6», а в дійсній грі змінився мат на тематичний хід чорного пішака.